# Sopa de tripas
Sopa de tripas é um dos tipos de preparações culinárias que se podem fazer com o estômago e intestino dos animais. Encontram-se receitas tradicionais de sopa de tripas em praticamente todos os países e é comum a indicação de que esta sopa é uma cura para a ressaca; abaixo algumas das denominações: 
- İşkembe, na Turquia;
- Shkembe chorba, na Sérvia e na Bulgária;
- Patsas e magiritsa, na Grécia;
- Tripice, na Croácia;
- Dršťkovka, dršťková polévka, na República Checa;
- Držková polievka, na Eslováquia
- Pacalleves, na Hungria;
- Ciorbă de burtă, na Roménia;
- Fleck- ou Kuttelsuppe, na Alemanha;
- Busecca, em Milão (Itália); Pellegrino Artusi apresenta uma série de receitas italianas com “trippa”, mas nem todas são sopa [2]
- Flaki or Flaczki, na Polónia;
- Pepper Pot Soup, nos Estados Unidos;
- Tripe Soup, nas Caraíbas;
- Mondongo, na América Latina;
- Menudo, no México
- Soto babat, na Indonésia [3]

A sopa de tripas pode ser um cozido relativamente simples (embora leve bastante tempo a cozer), apenas temperado com cebola, ervas aromáticas e outros condimentos, como no caso do menudo mexicano ou da shkembe chorba da Bulgária, ou pode levar batata e outros vegetais, como na flaki da Polónia, ou ser engrossada com roux, tomate ou outros ingredientes, como o avgolemono da Grécia.
Outras preparações em que se usam tripas incluem vários guisados, como as tripas à moda do Porto, o kokoretsi da Grécia e os sancochos de mondongo da América Latina, e ainda os intestinos usados para fazer enchidos (embutidos), a que se pode juntar o haggis escocês, a buchada de bode do Nordeste do Brasil e o negalho do centro de Portugal.